# Challenger de Caltanissetta 2015
El torneo Città di Caltanissetta 2015 es un torneo profesional de tenis. Pertenece al ATP Challenger Series 2015. Se disputará su 17.ª edición sobre superficie tierra batida, en Caltanissetta, Italia entre el 8 al el 14 de junio de 2015.

## Jugadores participantes del cuadro de individuales
| Favorito | País                      | Jugador              | Rank1 | Posición en el torneo |
| -------- | ------------------------- | -------------------- | ----- | --------------------- |
| 1        | Bandera de España         | Albert Ramos-Viñolas | 64    | Semifinales           |
| 2        | Bandera de Italia         | Paolo Lorenzi        | 86    | Baja                  |
| 3        | Bandera de Colombia       | Alejandro González   | 105   | Cuartos de final      |
| 4        | Bandera de Argentina      | Guido Pella          | 113   | Cuartos de final      |
| 5        | Bandera de Argentina      | Máximo González      | 114   | Segunda ronda         |
| 6        | Bandera de Italia         | Marco Cecchinato     | 122   | Semifinales           |
| 7        | Bandera de Estados Unidos | Bjorn Fratangelo     | 149   | FINAL                 |
| 8        | Bandera de Portugal       | Gastão Elias         | 152   | Cuartos de final      |
| 9        | Bandera de Brasil         | Guilherme Clezar     | 172   | Cuartos de final      |

- 1 Se ha tomado en cuenta el ranking del 25 de mayo de 2015.

### Otros participantes
Los siguientes jugadores recibieron una invitación (wild card), por lo tanto ingresan directamente al cuadro principal (WC):
- Salvatore Caruso
- Federico Gaio
- Gianluigi Quinzi
- Stefano Travaglia

Los siguientes jugadores ingresan al cuadro principal tras disputar el cuadro clasificatorio (Q):
- Nicolás Barrientos
- Quentin Halys
- Gonzalo Lama
- Juan Ignacio Londero

## Campeones

### Individual Masculino
- Elias Ymer derrotó en la final a  Bjorn Fratangelo, 6–3, 6–2

### Dobles Masculino
- Guido Andreozzi /  Guillermo Durán derrotaron en la final a  Lee Hsin-han /  Alessandro Motti, 6–3, 6–2